# Pete LoPresti
Peter Jon LoPresti  (* 23. Mai 1954 in Virginia, Minnesota) ist ein ehemaliger US-amerikanischer Eishockeytorwart. Sein Vater Sam spielte ebenfalls in der National Hockey League.

## Karriere
LoPresti wuchs in Eveleth, Minnesota auf. Während seiner Juniorenzeit ging er für die Mannschaft der Eveleth High School aufs Eis, bevor der Torwart 1972 ein Studium an der University of Denver begann. Nachdem er dort seine Premierensaison als Ersatztorhüter verbracht und lediglich vier Begegnungen in der Western Collegiate Hockey Association absolviert hatte, setzte sich LoPresti im Verlauf der Saison 1973/74 als Stammtorwart im Eishockeyteam der University of Denver durch. Er bestritt in seiner zweiten Spielzeit 38 Partien während der regulären Saison in der WCHA und stand 2268 Minuten im Tor der Denver Pioneers, damals beides neue Mannschaftsrekorde des Teams, die inzwischen übertroffen wurden. Außerdem gelang ihm auch ein Shutout. Die Fachzeitschrift The Hockey News listete den Torwart zum Saisonende auf Platz 30 der hoffnungsvollsten Talente und Rang drei der verfügbaren Torhüter für den NHL Amateur Draft 1974. Vor dem Amateur Draft wurde LoPresti von Scout John Mariucci von den Minnesota North Stars empfohlen, die ihn mit ihrem Drittrunden-Wahlrecht auswählten. Im selben Jahr wurde der Torwart beim WHA Amateur Draft 1974 in der dritten Runde von den Houston Aeros ausgewählt. Der Torhüter spielte jedoch weder für die Aeros noch jemals in der World Hockey Association. In seiner Debütsaison war er zweiter Torwart bei den Minnesota North Stars hinter Cesare Maniago und kam in 35 NHL-Spielen zum Einsatz. Nachdem er in derselben Saison ebenfalls für die New Haven Nighthawks in der American Hockey League gespielt hatte, war LoPresti auch in der Saison 1975/76 zweiter Schlussmann in Minneapolis.
Nachdem Maniago im August 1976 in einem Tauschhandel an die Vancouver Canucks abgegeben wurde, kam Gary Smith als Ersatz zu den North Stars. Pete LoPresti erkämpfte sich in der Folge einen Stammplatz, doch blieb er mit dem Team weitgehend erfolglos und schaffte in vier Saisonen lediglich ein Mal den Einzug in die Playoffs. Beim Trainingslager im Sommer 1978 zog er sich eine Verletzung zu, die ihn für mehrere Monate vom Spielbetrieb ausfallen ließ. So wurde er während seiner Verletzungspause vor allem durch Gilles Meloche vertreten und absolvierte nur sieben Spiele. Der US-Amerikaner fand sich jedoch in der Rolle des dritten Torwarts wieder und wurde, um Spielpraxis zu sammeln, zu den Oklahoma City Stars in die Central Hockey League geschickt. Beim NHL Expansion Draft 1979 ließen ihn die Minnesota North Stars ungeschützt, sodass der Torwart am 13. Juni 1979 von den Edmonton Oilers ausgewählt wurde. Nach dem Trainingslager im September 1979 entschied sich LoPresti erstmals seine Spielerkarriere zu beenden, da ihm der Sprung in den NHL-Kader der Edmonton Oilers nicht gelungen war.
Danach arbeitete er ein Jahr in einem Sportgeschäft in Minnesota, bevor sich der US-Amerikaner zur Rückkehr nach Edmonton entschied. Im Verlauf der Spielzeit 1980/81 war er einer von insgesamt fünf Torhütern, die bei den Oilers zum Einsatz kamen und bestritt lediglich zwei weitere NHL-Spiele. Die meiste Zeit verbrachte er bei den Wichita Wind in der CHL unter Cheftrainer Garnet Edward „Ace“ Bailey. Nach Beendigung seiner Spielerkarriere 1981 kehrte der US-Amerikaner nach Minneapolis zurück und arbeitet dort als Verkäufer in einem Sportgeschäft.

### International
Für die Vereinigten Staaten nahm LoPresti an den Weltmeisterschaften 1976 und 1978 sowie dem Canada Cup 1976 teil. Bei der Weltmeisterschaft 1976 war er Stammtorwart der US-Amerikaner, mit denen er beim Turnier den vierten Platz erreichte. Wenige Monate später wurde LoPresti auch in den Kader für den Canada Cup 1976 berufen und bildete mit Mike Curran das Torwartduo. Die USA beendeten das Turnier auf dem fünften Platz und LoPresti hütete in zwei Spielen das Tor seines Heimatlandes.